# Periplo del Ponto Eusino

Colonie greche del Ponto Eusino (Mar Nero) dall'VIII al III secolo a.C.

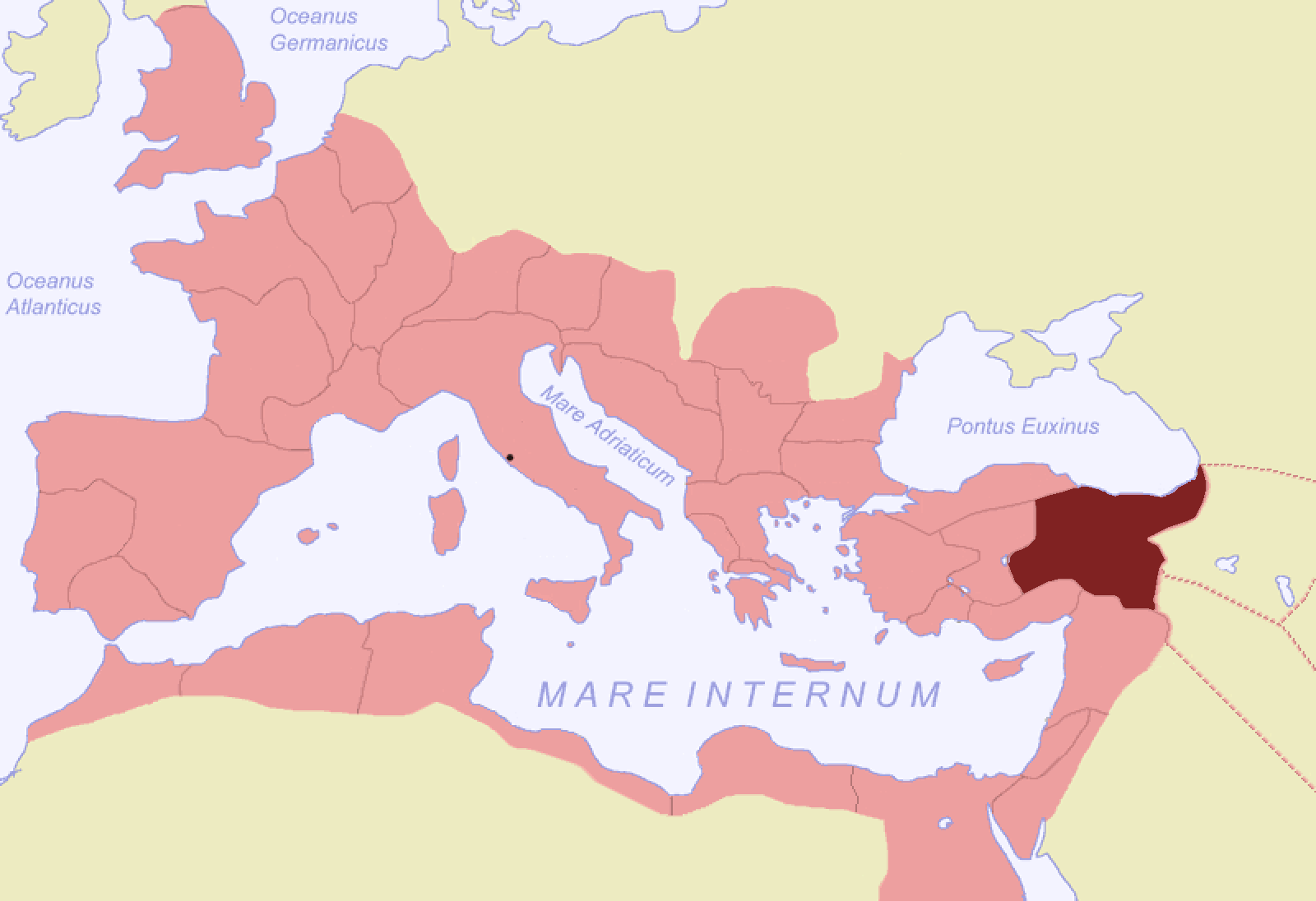
Province romane della Cappadocia sulle coste del Ponto Eusino (Mar Nero), di cui fu governatore Arriano.

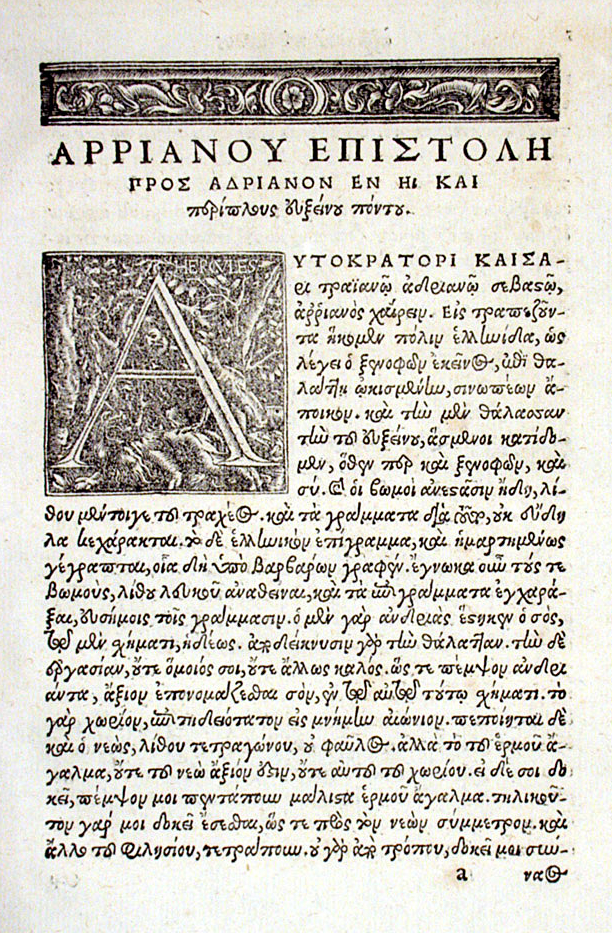
Prima pagina dell'edizione di Basilea del 1533

Il Periplo del Ponto Eusino (in greco antico: Περίπλους τοῦ Εὐξείνου Πόντου?, in latino Periplus Ponti Euxini) è una guida per effettuare il periplo del Ponto Eusino (Mar Nero) con le indicazioni e le caratteristiche dei luoghi che i visitatori avrebbero incontrato viaggiando sulle coste. È stato scritto da  Arriano di Nicomedia dal 130 al 131.

## Contenuto
Venne scritto sotto forma di lettera, da Arriano all'imperatore Adriano a Roma, che era particolarmente legato alla ricerca geografica e aveva visitato di persona una gran parte dei suoi vasti domini. Esso contiene un accurato rilievo topografico delle coste del Ponto Eusino (Mar Nero), da Trapezus a Bisanzio, ed è stato scritto probabilmente mentre Arriano ricopriva l'incarico di legato di Cappadocia, poco tempo prima dello scoppio della guerra contro gli Alani; e fu, senza dubbio, allo stesso tempo che egli elaborò le sue istruzioni per la marcia dell'esercito romano contro i barbari, istruzioni che si trovano in un breve ma imperfetto frammento allegato al Techne Taktika, scritto, come afferma egli stesso, nel ventesimo anno del regno dell'imperatore, e che contiene, dopo un breve riassunto dei testi di altri scrittori sullo stesso argomento, una descrizione dell'ordine e della disposizione di un esercito in generale.
Il suo scopo era quello di informare l'imperatore dello "stato dei luoghi" fornendo le informazioni necessarie, come le distanze tra le città e le posizioni che avrebbero fornito porto sicuro per le navi in una tempesta, nell'eventualità che Adriano avesse dovuto inviare una spedizione militare nella regione.
Il Periplo contiene, secondo le espressioni epigrammatiche di Gibbon nel XLII capitolo, "ciò che il governatore della Cappadocia aveva visto tra Trebisonda e Dioscurias; ciò che aveva udito, da Dioscurias al Danubio; e quanto aveva appreso, dal Danubio a Trebisonda." Così, mentre Arriano fornisce molte informazioni sulla costa sud ed est del Ponto Eusino, per quanto riguarda la riva nord i suoi intervalli diventano maggiori e i racconti e le misure meno precise.